# Церемония (фильм, 1995)
«Церемония» (фр. La Cérémonie; другое название — «Церемония преступления») — кинофильм французского режиссёра Клода Шаброля, вышедший на экраны в 1995 году. В основу сценария фильма положен роман Рут Ренделл 1977 года «Каменный приговор».
В 1995 году фильм принял участие в конкурсной программе Венецианского кинофестиваля, где Изабель Юппер и Сандрин Боннер были удостоены Кубка Вольпи как лучшие актрисы. Изабель Юппер как лучшая актриса завоевала также престижные французские премии Сезар и Люмьер. Кроме того, фильм получил ещё шесть номинаций на премию Сезар — как лучший фильм (Шаброль), лучшему режиссёру (Шаброль), за лучший сценарий (Элиашефф, Шаброль), лучшей актрисе (Боннер), лучшим актёрам второго плана (Кассель, Биссет).

## Сюжет
Богатая и интеллигентная семья Лельевр в составе четырёх человек живёт в собственной уединённой усадьбе в Бретани. Жена Катрин Лельевр (Жаклин Биссет) управляет картинной галереей. Её спокойный, воспитанный сын-подросток от предыдущего брака Жиль (Валентин Марле) любит читать и в целом интересуется искусством. Её муж Жерар Лельевр (Жан-Пьер Кассель) — бизнесмен, который увлекается оперой. Дочь мужа от предыдущего брака Мелинда (Виржини Ледуайен) учится в университете, и приезжает в дом только на выходные. Катрин не успевает работать и справляться со всеми обязанностями по ведению домашнего хозяйства, и для помощи по дому нанимает в качестве служанки Софи (Сандрин Боннер).
Замкнутая, но прилежная и работящая Софи первоначально производит благоприятное впечатление на всю семью. Однако постепенно у неё обнаруживается целый ряд странностей — она избегает пользоваться посудомоечной машиной, не умеет пользоваться телевизионным пультом, отказывается учиться водить автомобиль, не может посчитать мелочь в кассе. Вскоре становится ясно, что Софи неграмотна, но старательно скрывает это, и для этого покупает и носит очки с обычными стёклами, делая вид, что у неё плохое зрение.
Во время одной из поездок в близлежащий городок Софи знакомится с Жанной (Изабель Юппер), которая работает на почте, занимается благотворительной деятельностью в католическом приходе и много читает. Подруги начинают регулярно встречаться. Постепенно становится ясно, что Жанна оказывает дурное влияние на Софи своим желанием сплетничать, злостью, завистью и агрессивностью по отношению к окружающим, особенно, к Лельеврам. Жанна особенно не любит Жерара, и он отвечает ей тем же, считая, что она вскрывает и читает всю их корреспонденцию. Жерар рассказывает, что в своё время у Жанны была четырёхлетняя дочь, которая после удара Жанны упала и обгорела в печи, но тогда суд признал это несчастным случаем. Софи пересказывает эту историю Жанне, которая отвечает, что знает про Софи нечто подобное. В своё время Софи подозревалась в убийстве своего отца-инвалида, когда не помогла ему выбраться из горящего дома, который, возможно, сама и подожгла. Это ещё более сближает двух подруг.
Жерар запрещает Софи приводить Жанну в его дом. В ответ Жанна поносит всю семью Лельевров и провоцирует Софи следить за всеми её членами. Софи подслушивает телефонный разговор Мелинды с её парнем, из которого выясняется, что Мелинда беременна, но боится сказать об этом отцу. Мелинда случайно выясняет, что очки у Софи не настоящие, и что та не умеет читать. В ответ Софи грубо отвечает ей, что если Мелинда кому-нибудь об этом скажет, то Софи расскажет отцу о её беременности. Мелинда сама обо всем рассказывает родителям, и Жерар решает уволить Софи за шантаж своей дочери.
Во время благотворительного сбора вещей для нуждающихся Жанна и Софи ведут себя нагло, издеваются над переданной в дар одеждой и теми, кто её передал, в результате аббат отстраняет их от работы. Подруги едут домой к Жанне, она предлагает Софи забрать вещи из дома Лильевров и переехать жить к ней.
Тем временем семья Лильевров в полном составе садится слушать по телевизору оперу Моцарта «Дон Джованни», а Мелинда записывает оперу на кассетный магнитофон. Софи и Жанна проходят в дом через заднее крыльцо. Жанна сразу же начинает хулиганить, хватает подвернувшееся под руку ружьё. Затем подруги берут горячий шоколад, поднимаются на второй этаж, заходят в хозяйскую спальню и устраивают там беспорядок — выливают шоколад в постель, бьют фотографии, вышвыривают из шкафа одежду, затем рвут её. Перерезают телефонный шнур. Берут охотничьи ружья Жерара и решают попугать хозяев, Софи их заряжает со словами «пусть выстрелит».
Лильевры слышат шум наверху. В антракте оперы Жерар поднимается на второй этаж, проверить, в чём дело, и встречает подруг с ружьями. Софи стреляет и убивает его. Затем они спускаются в гостиную и без разговоров убивают подряд троих остальных членов семьи. Затем Жанна говорит, что ей надо уходить, а Софи — что все уберёт и позвонит в полицию. Она скажет, что когда пришла домой, то застала всю семью убитыми, и вряд ли кто-либо докажет их вину. Жанна забирает магнитофон и уходит. На прощание подруги целуются. Жанна уезжает на своём старом автомобиле, который, едва отъехав от дома, неожиданно глохнет на повороте ночной дороги, и в него врезается другая машина. Софи стирает все отпечатки и вешает ружья на место, одевается, гасит в доме свет и выходит на улицу. Она проходит мимо места автокатастрофы, куда уже прибыла полиция. Софи видит, что машина Жанны разбита, а сама она погибла. В разбитой машине из магнитофона звучит только что записанная оперная музыка, затем слышен шум, выстрелы и голоса Жанны и Софи…
Шаброль в шутку назвал эту картину «последним марксистским фильмом». Основной конфликт картины, который приводит к убийству — это классовое противоречие между обеспеченным слоем буржуазной интеллигенции, которая в данном случае характеризуется высоким уровнем образования и культуры, и слоем бедных, часто невежественных, вынужденных обслуживать их людей, в которых такое неравноправие пробуждает зависть и агрессию. На протяжении большей части фильма Лельевры добры и внимательны к Софи, и вежливы с ней до самого конца. Но их благосклонное и покровительственное отношение, их возвышенная и комфортная жизнь, их взаимная любовь вызывают раздражение сначала у Жанны, а затем и у Софи, пробуждая в них неконтролируемый позыв уничтожить своих классовых врагов.

## В ролях
- Изабель Юппер — Жанна
- Сандрин Боннер — Софи
- Жан-Пьер Кассель — Жорж Лельевр
- Жаклин Биссет — Катрин Лельевр
- Виржини Ледуайен — Мелинда
- Валентин Мерле — Жиль

## Награды и номинации
| Год  | Фестиваль/Награждающий орган                                 | Награда                                                        | Кто награждён                  |
| ---- | ------------------------------------------------------------ | -------------------------------------------------------------- | ------------------------------ |
| 1995 | Венецианский кинофестиваль                                   | Участие в конкурсной программе                                 |                                |
| 1995 | Венецианский кинофестиваль                                   | Кубок Вольпи/Лучшая актриса                                    | Изабель Юппер, Сандрин Боннер  |
| 1995 | Венецианский кинофестиваль                                   | Премия Пазинетти/Лучшая актриса                                | Изабель Юппер, Сандрин Боннер  |
| 1995 | Международный кинофестиваль в Торонто                        | Премия Метро Медиа                                             | Клод Шаброль                   |
| 1996 | Премия Сезар                                                 | Премия Сезар/Лучшая актриса                                    | Изабель Юппер                  |
| 1996 | Премия Сезар                                                 | Номинация в категории Лучшая актриса                           | Сандрин Боннер                 |
| 1996 | Премия Сезар                                                 | Номинация в категории Лучший режиссёр                          | Клод Шаброль                   |
| 1996 | Премия Сезар                                                 | Номинация в категории Лучший фильм                             | Клод Шаброль                   |
| 1996 | Премия Сезар                                                 | Номинация в категории Лучший сценарий                          | Клод Шаброль, Каролин Элиашефф |
| 1996 | Премия Сезар                                                 | Номинация в категории Лучший актёр второго плана               | Жан-Пьер Кассель               |
| 1996 | Премия Сезар                                                 | Номинация на Премию Сезар/Лучшая актриса второго плана         | Жаклин Биссет                  |
| 1996 | Премия Люмьер                                                | Премия Люмьер/Лучшая актриса                                   | Изабель Юппер                  |
| 1996 | Ассоциация кинокритиков Лос-Анджелеса                        | Премия LAFCA/Лучший иностранный фильм                          | Клод Шаброль                   |
| 1997 | Национальный совет кинокритиков США                          | Премия NBR/Лучший иностранный фильм                            |                                |
| 1997 | Премия Сателлит Международной академии прессы (Лос-Анджелес) | Номинация на Премию Сателлит/Лучший фильм на иностранном языке | Клод Шаброль                   |
| 1998 | Ассоциация кинокритиков Чикаго (CFCA)                        | Премия CFCA/Лучший фильм на иностранном языке                  |                                |